# Theotimius grandis
Theotimius grandis là một loài bọ cánh cứng trong họ Bọ hung (Scarabaeidae).